# Pedro Armendáriz
Pedro Gregorio Armendáriz Hastings (n. 9 mai 1912, Ciudad de México, Mexic – d. 18 iunie 1963, Los Angeles, California, SUA) a fost un actor mexican de film,  fiind unul dintre cele mai cunoscute vedete de film din America Latină în anii 1940 și 1950.

## Biografie
Armendáriz s-a născut în Mexico City, fiul lui Pedro Armendáriz García Conde și al Adelei Hastings. Acesta era vărul actriței Gloria Marín⁠(d). După moartea mamei sale, a locuit alături de Francisco, fratele său mai mic, în casa unchiului lor Henry Hastings Senior în Laredo, Texas. A studiat mecanica în cadrul California Polytechnic State University⁠(d) din septembrie 1928 până în mai 1932. După încheierea studiilor, a revenit în Mexic. În perioada studenției, Armendáriz a fost implicat în editarea ziarelor studențești și a apărut în mai multe producții dramatice studențești.

## Cariera
Odată revenit în Mexic, a lucrat în domeniul feroviar, a fost ghid turistic și jurnalist pentru revista bilingvă México Real. A fost descoperit de regizorul de film Miguel Zacarías⁠(d), în timp ce recita un monolog din Hamlet unui turist american. Totuși, întâlnirea cu regizorul Emilio Fernández i-a schimbat viața, cei doi colaborând ulterior în lungmetraje precum Soy puro mexicano (1942), Floare de câmp (1942) și María Candelaria (1943). Acesta a interpretat adesea personaje mácho, indigeni, țărani și revoluționari. Amendáriz l-a interpretat în mod repetat pe Pancho Villa și a apărut alături de actrițe precum Dolores del Río și María Félix.
Armendáriz și Dolores del Río au devenit cel mai legendar cuplu al cinematografiei mexicane. A intrat în atenția publicului internațional odată cu rolul din María Candelaria, filmul fiind premiat cu Palme d'Or la Festivalul de Film de la Cannes din 1946. Alte lungmetraje cunoscute în care Armendáriz a apărut alături de Dolores del Río au fost Las Abandonadas⁠(d) (1944), Bugambilia⁠(d) (1944) și La Malquerida⁠(d) (1949). De asemenea, a apărut în María Félix în filme precum Enamorada⁠(d) (1946) sau Maclovia⁠(d) (1948).

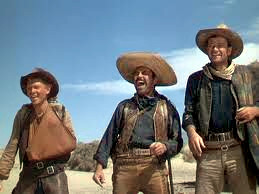
Pedro Armendáriz (mijloc) alături de Harry Carey Jr. și John Wayne în filmul ' (1948).

La sfârșitul anilor '40, a ajuns la Hollywood și a colaborat cu marele regizor John Ford în trei dintre filmele sale: The Fugitive⁠(d) (1947), Fort Apache (1948) și 3 Godfathers⁠(d) (1948).
Pe lângă cariera din cinematografia mexicană, Armendáriz a avut o carieră remarcabilă atât la Hollywood, cât și în Europa. A avut roluri în filme hollywoodiene precum We Were Strangers⁠(d) (1949), The Torch⁠(d) (1950), Border River⁠(d) (1954), The Conqueror⁠(d) (1956) și Diane⁠(d) (1956). A ieșit în evidență cu rolul din filmul european Lucrèce Borgia⁠(d) (1953), respectiv cu rolurile din lungmetrajele mexicane El Bruto⁠(d) (1953), The Soldiers of Pancho Villa (1959) și La Bandida (1962).
Ultima sa apariție a fost în cel de-al doilea film cu James Bond - Din Rusia, cu dragoste (1963) - în rolul lui Kerim Bey. Armendáriz era bolnav de cancer în stadiu terminal în timpul filmărilor, iar spre sfârșitul lor a fost mult prea bolnav pentru a-și îndeplini rolul. Scenele sale finale au fost realizate de dublura sa, regizorul Terence Young⁠(d). Armendáriz a murit cu patru luni înainte de lansarea filmului.

## Viața personală și moartea
Armendáriz a fost căsătorit cu actrița Carmelita Bohr (născută Pardo); cei doi au avut doi copii. Fiul său, Pedro Armendáriz Jr.⁠(d) (6 aprilie 1940 – 26 decembrie 2011), a devenit actor și a apărut în filmul License to Kill⁠(d) (1989). Fiica sa este producătoarea de televiziune Carmen Armendáriz Bohr (n. 1946, Mexico City).
În 1956, Armendáriz a avut un rol în lungmetrajul The Conqueror. A fost turnatîn statul Utah în perioada în care guvernul Statelor Unite efectua teste nucleare în statul Nevada. Din cele 220 de persoane implicate în producția filmului, 91  (41%) au dezvoltat diverse forme de cancer, iar 46 de murit din cauza acestei boli.
Armendáriz a început să aibă dureri în șolduri, ani mai târziu descoperind că are cancer de gât. Acesta a aflat că are cancer terminal la Centrul Medical UCLA⁠(d) din Los Angeles și a îndurat dureri puternice în timpul filmărilor pentru Din Rusia, cu dragoste.
Pe 18 iunie 1963, Armendáriz s-a sinucis prin împușcare în spital. Avea 51 de ani. Este înmormântat în cimitirul Panteón Jardín⁠(d) din Mexico City, Mexic.

## Filmografie

### Hollywood
| An   | Titlu                 | Rol                      | Note                                 |
| ---- | --------------------- | ------------------------ | ------------------------------------ |
| 1947 | The Fugitive          | A lieutenant of police   | a.k.a. El Fugitivo (Mexic)           |
| 1948 | Fort Apache           | Sgt. Beaufort            | Pedro Armendáriz                     |
| 1948 | 3 Godfathers          | Pedro "Pete" Roca Fuerte | Pedro Armendáriz                     |
| 1949 | Tulsa                 | Jim Redbird              |                                      |
| 1949 | We Were Strangers     | Armando Ariete           |                                      |
| 1950 | The Torch             | José Juan Reyes          | a.k.a. Del odio nace el amor (Mexic) |
| 1954 | Border River          | General Eduardo Calleja  |                                      |
| 1955 | The Littlest Outlaw   | Gen. Torres              |                                      |
| 1956 | Diane                 | King Francis I           |                                      |
| 1956 | The Conqueror         | Jamuga                   | Pedro Armendáriz                     |
| 1957 | The Big Boodle        | Col. Mastegui            | Pedro Armendáriz                     |
| 1959 | Little Savage         | El Tiburón               |                                      |
| 1959 | The Wonderful Country | Cipriano Castro          |                                      |
| 1961 | Francis of Assisi     | The Sultan               |                                      |
| 1963 | Captain Sindbad       | El Kerim                 | Pedro Armendáriz                     |

### Cinematografia mexicană
| An   | Titlu                             | Rol                                          | Note                                     |
| ---- | --------------------------------- | -------------------------------------------- | ---------------------------------------- |
| 1935 | Rosario                           | Enrique                                      |                                          |
| 1936 | Irma la mala                      |                                              |                                          |
| 1936 | María Elena                       | Eduardo                                      |                                          |
| 1937 | Las cuatro milpas                 |                                              |                                          |
| 1937 | Jalisco nunca pierde              | Pedro González                               |                                          |
| 1937 | Amapola del camino                | Juan Padilla                                 |                                          |
| 1938 | Mi candidato                      | Pancho García                                |                                          |
| 1938 | La Adelita                        | Sabino Estrada                               |                                          |
| 1938 | Los millones de Chaflán           | Antonio                                      |                                          |
| 1938 | Canto a mi tierra                 | Antonio                                      |                                          |
| 1939 | El indio                          | Felipe                                       |                                          |
| 1939 | La reina del río                  | Pescador joven                               |                                          |
| 1939 | La china Hilaria                  | Apolonio                                     |                                          |
| 1939 | Una luz en mi camino              | Daniel                                       |                                          |
| 1939 | Con los Dorados de Villa          | Mayor Pedro Mondragón                        |                                          |
| 1940 | Los olvidados de Dios             | Zenón Rojas                                  |                                          |
| 1940 | Poor Devil                        | Raúl Solares                                 |                                          |
| 1940 | El charro negro                   | Ramón                                        |                                          |
| 1940 | Mala yerba                        | Chuy Rodríguez                               |                                          |
| 1940 | El jefe máximo                    |                                              |                                          |
| 1941 | El secreto del sacerdote          |                                              |                                          |
| 1941 | El zorro de Jalisco               | Leonardo                                     |                                          |
| 1941 | Neither Blood nor Sand            | Frank                                        |                                          |
| 1942 | Allá en el bajío                  | Juan Hernández                               |                                          |
| 1942 | La epopeya del camino             | Raúl                                         |                                          |
| 1942 | Del rancho a la capital           | Pedro Rodríguez                              |                                          |
| 1942 | Simón Bolívar                     | General Briceño Méndez                       |                                          |
| 1942 | La isla de la pasión (Clipperton) | El Toro                                      |                                          |
| 1942 | I'm a Real Mexican                | Guadalupe Padilla                            |                                          |
| 1943 | Wild Flower                       | Jose Luis Castro                             |                                          |
| 1943 | Tierra de pasiones                | Porfirio                                     |                                          |
| 1943 | Guadalajara                       | Pedro                                        |                                          |
| 1943 | Red Konga                         | Federico Robles                              |                                          |
| 1943 | Another Dawn                      | Octavio                                      |                                          |
| 1944 | María Candelaria                  | Lorenzo Rafael                               |                                          |
| 1944 | La guerra de los pasteles         | Antonio del Valle                            |                                          |
| 1944 | El corsario negro                 | El corsario negro                            |                                          |
| 1944 | Las calaveras del terror          | Rolando                                      |                                          |
| 1944 | Alma de bronce                    |                                              |                                          |
| 1945 | Entre hermanos                    |                                              |                                          |
| 1945 | Las Abandonadas                   | Juan Gomez                                   | Nominalizat — Ariel Award for Best Actor |
| 1945 | El Capitán Malacara               | Capitán Leonardo Buenrostro                  |                                          |
| 1945 | Bugambilia                        | Ricardo Rojas                                |                                          |
| 1946 | Rayando el sol                    | Pedro, adulto                                |                                          |
| 1946 | Enamorada                         | Gen. José Juan Reyes                         | Nominalizat — Ariel Award for Best Actor |
| 1947 | La casa colorada                  | Gaspar                                       |                                          |
| 1947 | Albur de amor                     |                                              |                                          |
| 1947 | The Pearl                         | Quino                                        | Ariel Award for Best Actor               |
| 1948 | Juan Charrasqueado                | Juan Robledo / Juan Charrasqueado            |                                          |
| 1948 | En la hacienda de la flor         | Juan Robledo - el hijo de Juan Charrasqueado |                                          |
| 1948 | Maclovia                          | José María                                   |                                          |
| 1949 | Al caer la tarde                  | Sebastian del Llano                          |                                          |
| 1949 | El abandonado                     | Dámian López                                 |                                          |
| 1949 | The Unloved Woman                 | Esteban                                      |                                          |
| 1949 | El charro y la dama               | Pedro Meneses                                |                                          |
| 1950 | Vuelve Pancho Villa               | Pancho Villa                                 |                                          |
| 1950 | La loca de la casa                | José María Cruz                              |                                          |
| 1950 | Por la puerta falsa               | Bernardo Celis                               |                                          |
| 1950 | Rosauro Castro                    | Rosauro Castro                               | Nominalizat — Ariel Award for Best Actor |
| 1951 | Tierra baja                       | Manelic                                      |                                          |
| 1951 | Bodas de fuego                    | Rodolfo Carrera                              |                                          |
| 1951 | Camino del infierno               | Pedro Uribe                                  |                                          |
| 1951 | Por querer a una mujer            | José Renteria                                |                                          |
| 1951 | Ella y yo                         | Pedro Múñoz                                  |                                          |
| 1952 | Los tres alegres compadres        | Baldomero Mireles                            |                                          |
| 1952 | La noche avanza                   | Marcos Arizmendi                             |                                          |
| 1952 | Carne de presidio                 | Pablo González                               |                                          |
| 1952 | El Rebozo de Soledad              | Roque Suazo                                  | Ariel Award for Best Actor               |
| 1953 | Lovers of Toledo                  | Don Alvaro Blas Basto y Mosquera             |                                          |
| 1953 | El Bruto                          | Pedro                                        |                                          |
| 1954 | Reto a la vida                    | Diego Maldonado                              |                                          |
| 1954 | Mulata                            | Captain Martín                               |                                          |
| 1954 | La rebelión de los colgados       | Cándido Costa                                | Nominalizat — Ariel Award for Best Actor |
| 1954 | Dos mundos y un amor              | Ricardo Anaya                                |                                          |
| 1956 | La Escondida                      | Felipe Rojano                                |                                          |
| 1956 | Canasta de cuentos mexicanos      | Carlos Cosio                                 | segmentul „Tigresa, La”                  |
| 1956 | Viva revolución                   |                                              |                                          |
| 1957 | Manuela                           | Mario Constanza                              |                                          |
| 1957 | La mujer que no tuvo infancia     | Lic. Alberto Garza Cifuentes                 |                                          |
| 1957 | Los salvajes                      | Pedro Matías                                 |                                          |
| 1957 | Así era Pancho Villa              | Pancho Villa                                 |                                          |
| 1958 | Quiero ser artista                | Himself                                      |                                          |
| 1959 | Ando volando bajo                 | Pedro                                        |                                          |
| 1959 | Café Colón                        | General Sebastián Robles                     |                                          |
| 1959 | Las Señoritas Vivanco             | Gen. Inocencio Torrentera                    |                                          |
| 1959 | El zarco                          | El Zarco                                     |                                          |
| 1959 | Flor de mayo                      | Pepe Gamboa                                  |                                          |
| 1959 | Sed de amor                       | Pedro Ortiz                                  |                                          |
| 1959 | La Cucaracha                      | Coronel Valentín Razo                        |                                          |
| 1959 | Yo pecador                        | Francisco Bracamontes                        |                                          |
| 1959 | Hambre nuestra de cada día        | Macario Férnandez                            |                                          |
| 1960 | Los desarraigados                 | Joe Pacheco                                  |                                          |
| 1960 | Verano violento                   | Francisco Peña                               |                                          |
| 1960 | Dos hijos desobedientes           | Pedro                                        |                                          |
| 1960 | Calibre 44                        | Don Pedro                                    |                                          |
| 1960 | Pancho Villa y la Valentina       | Pancho Villa                                 |                                          |
| 1960 | Aquí está Pancho Villa            | Pancho Villa                                 |                                          |
| 1960 | El impostor                       | Professor César Rubio                        |                                          |
| 1960 | Los hermanos del hierro           | General                                      |                                          |
| 1960 | La cárcel de Cananea              | Pedro                                        |                                          |
| 1961 | El indulto                        | Lucas Sánchez Parrondo                       |                                          |
| 1962 | El tejedor de milagros            | Señor cura                                   |                                          |
| 1962 | Los valientes no mueren           | Pedro                                        |                                          |
| 1963 | La Bandida                        | Roberto Herrera                              |                                          |

### Cinematografia italiană
| An   | Titl                | Rol      | Note                          |
| ---- | ------------------- | -------- | ----------------------------- |
| 1955 | Tom Toms of Mayumba | Martinez |                               |
| 1957 | Uomini e lupi       | Giovanni | a.k.a. The Wolves             |
| 1962 | Arrivano i titani   | Cadmo    | a.k.a. My Son, the Hero (SUA) |

### Cinematografia franceză
| An   | Titlu             | Rol          | Note                   |
| ---- | ----------------- | ------------ | ---------------------- |
| 1953 | Lucrèce Borgia    | César Borgia | a.k.a. Lucretia Borgia |
| 1955 | Fortune carrée⁠(d) | Igricheff    |                        |
|      |                   |              |                        |

### Cinematografia britanică
| An   | Titlu                 | Rol           | Note                     |
| ---- | --------------------- | ------------- | ------------------------ |
| 1963 | From Russia with Love | Ali Kerim Bey | rol final, lansat postum |